# مسابقات قهرمانی وزنه‌برداری نوجوانان اروپا (۲۰۱۹)
مسابقات قهرمانی وزنه‌برداری نوجوانان اروپا (۲۰۱۹) از ۷ دسامبر تا ۱۴ دسامبر ۲۰۱۹ در Leonardo Club Hotel ایلات، اسرائیل برگزار شد.

## جدول مدال
رده‌بندی بر پایه مدال‌های بزرگ (مجموعه نتیجه) 
| رتبه            | کشور            | طلا | نقره | برنز | مجموع |
| --------------- | --------------- | --- | ---- | ---- | ----- |
| ۱               | روسیه           | ۱۴  | ۵    | ۴    | ۲۳    |
| ۲               | رومانی          | ۷   | ۱    | ۸    | ۱۶    |
| ۳               | ترکیه           | ۶   | ۱۰   | ۷    | ۲۳    |
| ۴               | ایتالیا         | ۳   | ۰    | ۲    | ۵     |
| ۵               | ارمنستان        | ۲   | ۱۰   | ۲    | ۱۴    |
| ۶               | بلاروس          | ۱   | ۴    | ۵    | ۱۰    |
| ۷               | لهستان          | ۱   | ۲    | ۲    | ۵     |
| ۸               | آذربایجان       | ۱   | ۱    | ۱    | ۳     |
| ۹               | اوکراین         | ۱   | ۰    | ۳    | ۴     |
| ۱۰              | بلغارستان       | ۱   | ۰    | ۱    | ۲     |
| ۱۱              | فنلاند          | ۱   | ۰    | ۰    | ۱     |
| ۱۱              | لتونی           | ۱   | ۰    | ۰    | ۱     |
| ۱۱              | گرجستان         | ۱   | ۰    | ۰    | ۱     |
| ۱۴              | اسپانیا         | ۰   | ۲    | ۱    | ۳     |
| ۱۵              | آلبانی          | ۰   | ۱    | ۱    | ۲     |
| ۱۵              | مولدووا         | ۰   | ۱    | ۱    | ۲     |
| ۱۷              | بلژیک           | ۰   | ۱    | ۰    | ۱     |
| ۱۷              | چک              | ۰   | ۱    | ۰    | ۱     |
| ۱۹              | اسلواکی         | ۰   | ۰    | ۱    | ۱     |
| مجموع (۱۹ کشور) | مجموع (۱۹ کشور) | ۴۰  | ۳۹   | ۳۹   | ۱۱۸   |

رده‌بندی بر پایه تمامی مدال‌ها: بزرگ (مجموعه نتیجه) و کوچک (یک‌ضرب و دوضرب)
| رتبه            | کشور            | طلا | نقره | برنز | مجموع |
| --------------- | --------------- | --- | ---- | ---- | ----- |
| ۱               | روسیه           | ۳۶  | ۱۷   | ۱۴   | ۶۷    |
| ۲               | رومانی          | ۲۱  | ۶    | ۱۶   | ۴۳    |
| ۳               | ترکیه           | ۱۹  | ۲۷   | ۲۵   | ۷۱    |
| ۴               | ارمنستان        | ۸   | ۲۳   | ۱۱   | ۴۲    |
| ۵               | بلاروس          | ۸   | ۱۱   | ۱۲   | ۳۱    |
| ۶               | ایتالیا         | ۸   | ۱    | ۶    | ۱۵    |
| ۷               | لهستان          | ۳   | ۷    | ۵    | ۱۵    |
| ۸               | اوکراین         | ۳   | ۵    | ۶    | ۱۴    |
| ۹               | بلغارستان       | ۳   | ۱    | ۱    | ۵     |
| ۱۰              | گرجستان         | ۳   | ۰    | ۰    | ۳     |
| ۱۱              | آذربایجان       | ۲   | ۳    | ۴    | ۹     |
| ۱۲              | لتونی           | ۲   | ۱    | ۰    | ۳     |
| ۱۳              | فنلاند          | ۲   | ۰    | ۱    | ۳     |
| ۱۴              | آلبانی          | ۱   | ۲    | ۳    | ۶     |
| ۱۵              | بلژیک           | ۱   | ۲    | ۱    | ۴     |
| ۱۶              | اسپانیا         | ۰   | ۶    | ۱    | ۷     |
| ۱۷              | مولدووا         | ۰   | ۲    | ۴    | ۶     |
| ۱۸              | چک              | ۰   | ۲    | ۳    | ۵     |
| ۱۹              | اسلواکی         | ۰   | ۱    | ۲    | ۳     |
| ۲۰              | اتریش           | ۰   | ۰    | ۱    | ۱     |
| ۲۰              | سوئد            | ۰   | ۰    | ۱    | ۱     |
| مجموع (۲۱ کشور) | مجموع (۲۱ کشور) | ۱۲۰ | ۱۱۷  | ۱۱۷  | ۳۵۴   |